# Antal Mihály
Antal Mihály (Jászladány, 1793 körül – Pest, 1850. június 20.) nyelvész, könyvtáros, a Magyar Tudós Társaság (a későbbi Magyar Tudományos Akadémia) levelező tagja (1833).

## Életútja és munkássága
Jászladányban született, apja községi jegyző volt. Bölcsészettudományi tanulmányait az egri papnevelő intézetben folytatta, 1811 körül végzett. Felszentelése előtt azonban a világi pálya felé fordult, s Pesten orvosi, majd jogi tanulmányokat folytatott. Ezután különböző nemesi családoknál nevelőként helyezkedett el, majd 1830-ban Pesten telepedett le, és a tudományoknak élt. Bekapcsolódott a megalakult Magyar Tudós Társaság első munkálataiba, elsősorban a magyar–német és német–magyar zsebszótár anyagának gyűjtésébe és szerkesztésébe (1832–1837).
A Magyar Tudós Társaság 1833. november 15-én levelező tagjainak sorába választotta. Több írásában szorgalmazta a magyar nyelv kötelező oktatását. Néhány szépirodalmi műve is megjelent. Nagy munkája, a Ritka, új és tájszavak gyűjteménye kéziratban maradt.
1834 körül a Nemzeti Casino könyvtárosává választották, ezt a munkakört haláláig betöltötte. Az akadémiai emlékbeszédet Toldy Ferenc mondta fölötte 1852. május 15-én.

## Művei
- Magyar és német zsebszótár (Tzs.). Közre bocsátá aʼ Magyar Tudós Társaság. I. Magyar–német rész. Budán 1838.; II. Német–magyar rész. Budán. 1835.
- [https://real-j.mtak.hu/1934/1/TudomanyosGyujtemeny_1827.pdf#page=1095 Gondolatok honni magyar nyelvünk terjesztésének némelly eszközeiről. In: Tudományos Gyűjtemény 1827. IX. kötet 61–110.
- Ritka, új, és tájszavak gyűjteménye (Kézirat).
- Antal Mihály a Magyar Tudományos Művek Tárában